# Elektrodyka
Elektrodyka – dział elektrochemii zajmujący się badaniem reakcji związków i jonów, przebiegających na elektrodach oraz kinetyką procesów elektrodowych. Została zapoczątkowana przez Juliusa Tafela w 1905 roku.